# 贝洛堡
贝洛堡（匈牙利語：Bélavár）是匈牙利绍莫吉州所辖的一个村。总面积22.78平方公里，总人口354，人口密度15.5人/平方公里（2011年1月1日）。